# Coenonympha albina
Coenonympha albina är en fjärilsart som beskrevs av Charles Oberthür 1909. Coenonympha albina ingår i släktet Coenonympha och familjen praktfjärilar. Inga underarter finns listade i Catalogue of Life.